# Spooky action at a distance
Spooky action at a distance is het vierde studioalbum van Pattern-Seeking Animals (PSA). 

## Inleiding
Aangezien deze band met Spock's Beardleden (SB) sinds 2019 regelmatig albums uitbracht en SB niet, lijkt het erop dat de band als opvolger van SB verder gaat. De eerste twee albums lieten nog duidelijke invloeden van SB horen, op het derde en vierde album ontwikkelde PSA onder aanvoering van Boegehold steeds meer een eigen stijl. Boegehold deelde mee dat bij dit vierde album de veranderingen vooral liggen in de zangstem, mede onder invloed van een andere geluidsstudio en geluidstechnicus. Volgens Progwereld klinkt PSA origineler en intuïtiever dan SB.  Voor zover bekend haalde het album nergens een albumlijstnotering.
Spooky action werd opgenomen in de Woodcliff Studio in Los Angeles met geluidstechnicus Frans Rosato. Er werd weer een hele rij gastmusici ingeschakeld terwijl op de podia Boegehold weg bleef en werd vervangen door Dennis Atlas (toetsen en zang) en Walter Ino (multi-instrumentalist). Thomas Ewerhard, was/is hoesontwerper van zowel SB als PSA. 

## Musici
- Ted Leonard – zang en gitaren
- Jimmy Keegan – drumstel, percussie
- Dave Meros – basgitaar
- John Boegehold – toetsinstrumenten waaronder mellotron, gitaren, elektrische sitar, mandoline. charango, roncoco, vihuela, mandocello, autoharp, zang; hij verzorgde tevens de strijkarrangementen

Met
- Abbie Parker – achtergrondzang (tracks 1, 4, 10, CD2: 1)
- Alex Bone – tenorsaxofoon (track 4)
- Diana Boothby – achtergrondzang (tracks 1, 2, 5, 6, 10)
- Gary Cambra – gitaar (track 10)
- Holly Rix – achtergrondzang (tracks 7, 9)
- Ivy Marie – achtergrondzang (track CD2: 1)
- Liz Hanks – cello (track 1)
- Maisie Eireland – althobo (track 4)
- Marcella Detroit – achtergrondzang (track 6)
- Rich Mangicaro – percussie (track 4, 7, 8, 9)
- Sue Winsburg – dwarsfluit (tracks 4, 9)
- Vesilave 0 cello (track 3)
- strijkkwartet Quartet405 (track 5, 6) bestaande uit Eliza James, Rebecca Schlappich Charles (viool), Jennifer Wu (altviool), Danice Pinner (cello)

## Muziek
| Nr. | Titel                                        | Duur  |
| --- | -------------------------------------------- | ----- |
| 1.  | The man made of stone (Boegehold)            | 7:02  |
| 2.  | Window to the world (Boegehold, Boothby)     | 3:58  |
| 3.  | What awaits me (Boegehold)                   | 5:22  |
| 4.  | He once was (Boegehold)                      | 12:17 |
| 5.  | Underneath the orphan moon (Boegehold)       | 3:53  |
| 6.  | Clouds that never rain (Boegehold, Boothby)  | 5:17  |
| 7.  | Bulletproof (Boegehold)                      | 4:17  |
| 8.  | Somewhere north of nowhere (Boegehold)       | 6:46  |
| 9.  | Summoned from afar (Boegehold)               | 7:33  |
| 10. | Love is still the light (Boegehold, Boothby) | 4:42  |

| Nr. | Titel                                                           | Duur  |
| --- | --------------------------------------------------------------- | ----- |
| 1.  | There goes my baby (studio, Boegehold)                          | 3:50  |
| 2.  | Orphans of the universe (live Rahway New Jersey 9 oktober 2022) | 10:40 |
| 3.  | Elegant vampires (idem)                                         | 4:27  |
| 4.  | Time has a way (idem)                                           | 13:13 |